# Thương hiệu điểm đến

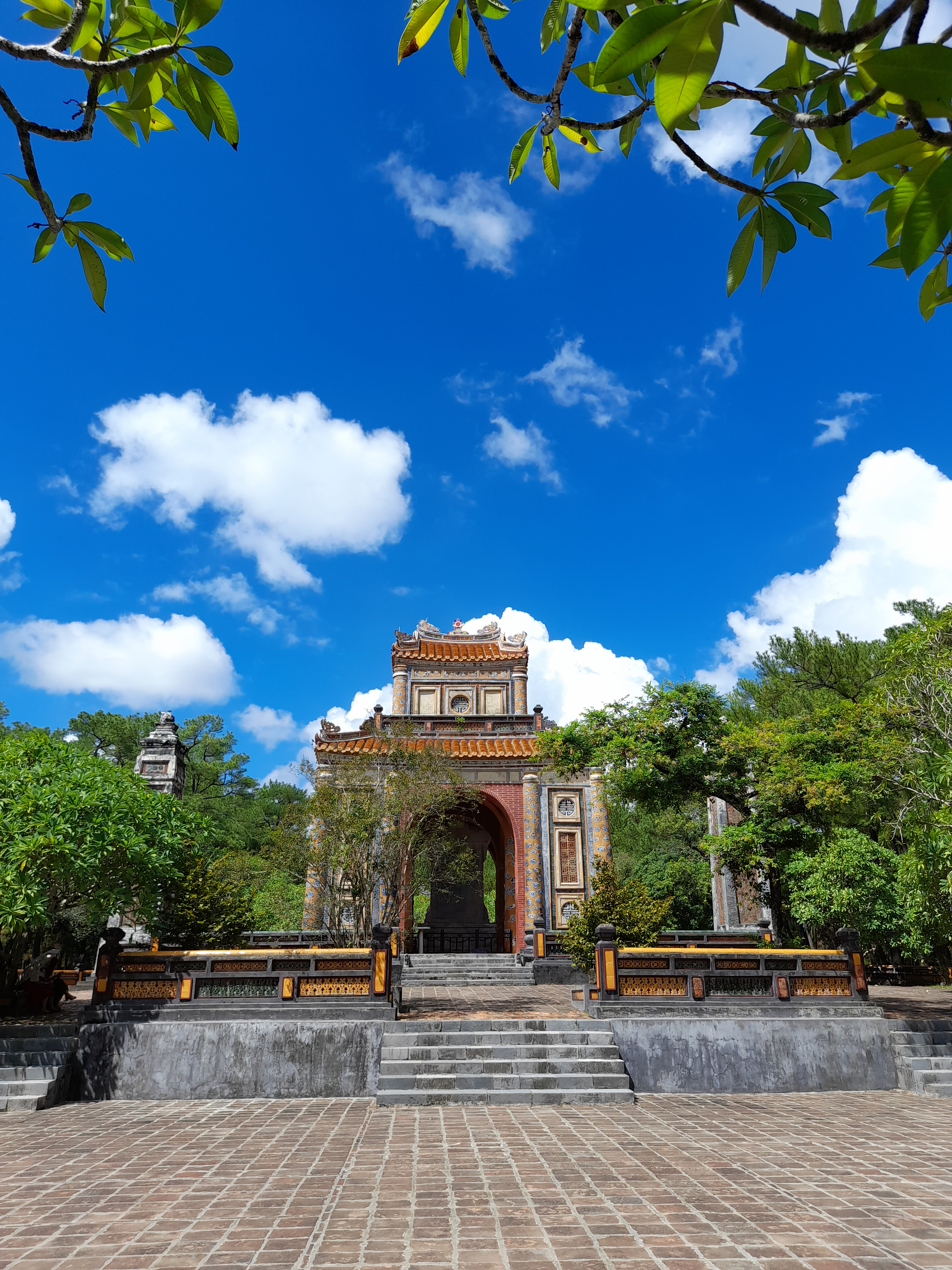
Cố đô Huế mộng mơ được biết đến với thương hiệu du lịch cổ kính nên thơ

Thương hiệu điểm đến (Place branding) hay còn gọi là Tiếp thị điểm đến (Place marketing) hay Quảng bá điểm đến (Place promotion) là một thuật ngữ dựa trên ý tưởng rằng "các thành phố và khu vực có thể tạo dụng được thương hiệu", theo đó các thủ thuật xây dựng thương hiệu và chiến lược tiếp thị khác được áp dụng cho việc quảng bá rầm rộ về "sự phát triển kinh tế, chính trị và văn hóa của các thành phố, khu vực và quốc gia". Ngược lại với việc xây dựng thương hiệu cho sản phẩm và dịch vụ, xây dựng thương hiệu cho địa điểm mang tính đa chiều hơn về bản chất, vì một địa điểm là điểm đến về cơ bản cần đạt được yếu tố "gắn liền với lịch sử, văn hóa, hệ sinh thái", sau đó được đưa vào mạng lưới các hiệp hội, "liên kết sản phẩm, không gian, tổ chức và con người" Do đó, các khái niệm về thương hiệu quốc gia, thương hiệu khu vực và thương hiệu thành phố (còn được gọi là thương hiệu đô thị) nằm trong thuật ngữ chung của thương hiệu điểm đến. Về bản chất, xây dựng thương hiệu điểm đến là "một chiến lược truyền tải hình ảnh và quản lý nhận thức về địa điểm".
Việc ứng dụng những chiến lược và thủ thuật tiếp thị (Marketing) qua các kênh truyền thông tương tự như với việc quảng bá sản phẩm, dịch vụ trên thị trường nhằm thay đổi nhận thức và tạo nên hình ảnh nhất quán, đặc trưng cho một địa điểm nào đó thông qua một chiến dịch xây dựng thương hiệu để tìm và phát triển những đặc tính rất riêng, đặc sắc về thiên nhiên, địa lý, đậm đà bản sắc văn hóa, con người. Mục đích của hoạt động này là để tạo ra những trải nghiệm thực tế cho các nhóm công chúng mục tiêu khác nhau của địa phương, tạo ra một sự nhìn nhận trong cộng đồng hướng tới cải thiện chất lượng cuộc sống cũng như xây dựng năng lực cạnh tranh thông qua một tập hợp các công cụ và các hoạt động có tính chất truyền thông, giao tiếp để nhận diện thương hiệu và cả các quá trình thiết kế, chỉnh sửa và quảng bá thương hiệu theo thời gian. Thực tế này được hiểu là đã trở nên quan trọng với sự xuất hiện của xã hội hậu công nghiệp ở các quốc gia đang phát triển, trong đó các nơi cạnh tranh trong một nền kinh tế toàn cầu hóa ngày càng phụ thuộc lẫn nhau do đó, việc xây dựng thương hiệu điểm đến liên quan đến quan niệm rằng các địa điểm cạnh tranh với nhau về con người, tài nguyên và kinh doanh, và do đó, nhiều chính quyền theo đuổi các chiến lược như vậy.